# Florencio Amarilla
Florencio Amarilla Lacasa (Coronel Bogado, 3 de janeiro de 1935 - 25 de agosto de 2012) foi um futebolista paraguaio que atuava como atacante.

## Carreira
Florencio Amarilla fez parte do elenco da Seleção Paraguaia de Futebol, na Copa do Mundo de 1958, classificada após golear a seleção uruguai por 5-0, tendo feito 3 gols nesta partida.